# 1607 az irodalomban
Az 1607. év az irodalomban.

## Publikációk
- Szenczi Molnár Albert zsoltárfordítása: Psalterium Ungaricum (Magyar zsoltároskönyv).
- Honoré d’Urfé pásztorregénye, a L’Astrée első része. További részei 1610-ben, 1619-ben és 1627-ben jelennek meg.

## Születések
- március 12. – Paul Gerhardt evangélikus lelkész, német költő († 1676)
- november 1. – Georg Philipp Harsdörffer német író, heraldikus († 1658)
- november 15. – Madeleine de Scudéry francia írónő († 1701)
- december 14. – Kemény János erdélyi fejedelem, fogsága idején készített önéletírása irodalmi szempontból is értékes mű († 1662)